# Epimétheusz
Epimétheusz (Ἐπιμηθεύς) a görög mitológia egyik alakja, titán. Neve görögül „későn gondolkodó”-t jelent, szemben bátyjával, Prométheusszal, aki az „előrelátás” nevet viselte.
Epimétheusz Iapetosz és Klümené fia, Atlasz, Menoitiosz és Prométheusz testvére volt. Amikor Prométheusszal közösen Zeusz megbízta az élőlények megteremtésével, a jó tulajdonságokat mind szétosztogatta az állatok között. Prométheusz műve az ember volt, akik számára kompenzációként ellopta a tüzet az Olümposzról, ezzel azonban kivívta az istenek haragját.
Zeusz nem elégedett meg Prométheusz megbüntetésével: az emberiségen is bosszút állt. Ezért aztán agyagból Héphaisztosszal elkészíttette az első halandó nőt, Pandórát, akinek Aphrodité szépséget, Apollón pedig zeneiséget és gyógyító képességeket adott. Amikor Zeusz odavitte hozzá, Epimétheusz nyomban belészeretett, és nőül vette – elfeledve bátyja intelmét, miszerint az istenektől semmit sem szabad elfogadnia az emberiségnek. Ezzel azonban nagy hibát követett el. Prométheusz ugyanis annak idején rábízta azt a szelencét, amibe a különféle bajokat zárták. A kíváncsi Pandóra kinyitotta a dobozt, és a világra rászabadultak a csapások: a bűn, a betegség, a szegénység, a bánat. Megrémülve visszacsukta a szelence fedelét, azonban ekkor már csak a reménységet zárta be, hogy az embereket az se vigasztalhassa. Zeusz bosszúja így kiteljesedett.
Epimétheusz és Pandóra lánya volt Pürrha, az emberiség ősanyja az özönvíz után.